# Мария Португальская (герцогиня Визеу)
Мария Португальская (порт. Maria de Portugal; 18 июня 1521 — 10 октября 1577) — герцогиня Визеу, дочь короля Португалии Мануэла I и его третьей жены Элеоноры Австрийской.

## Биография
Мария родилась в Лиссабоне. Как и её мать, инфанта была покровительницей художников и писателей, людей искусства. Франсишку де Морайш посвятил инфанте известный рыцарский роман «Хроника о Палмейрине Английском». В определенный момент рассматривалась в качестве кандидатки в жёны своему племяннику и кузену Филиппу II Испанскому.
Её отец умер в 1521 году, а в 1530 году её мать вышла замуж за короля Франции Франциска I. С тех пор Мария не виделась с матерью 20 лет. Когда же наконец они встретились вновь в 1557 году, после возвращения Элеоноры в Испанию, Мария отказалась жить с матерью и скоро вернулась в Португалию, погостив у матери всего три недели.
С 1575 года финансировала реставрацию старой церкви в Карниде. Работы были завершены в 1594. Церковь Богоматери Света до сих пор стоит в столице Португалии.
Мария, бывшая одной из завиднейших партий в Европе, умерла незамужней и, как следствие, бездетной. Похоронена в храме, который помогала восстанавливать.

## Память
Изображение инфанты Марии было использовано для оформления купюры в пятьдесят португальских эскудо.